# 野良犬イギー
『野良犬イギー』（のらいぬイギー）は、2022年5月19日に集英社から発売された乙一の小説。荒木飛呂彦による漫画『ジョジョの奇妙な冒険』シリーズのスピンオフ作品である。

## 概要・制作背景
本作は『JOJO magazine 2022 SPRING』にて掲載され、乙一にとっては『The Book』（2007年）以来2作目となる『ジョジョの奇妙な冒険』シリーズを題材としたスピンオフ小説である。『The Book』の執筆以後、別の企画でノベライズのオファーを受け取った乙一は、スタンドバトルを上手く表現できていたか疑問に感じていた為、固辞した経緯がある。本作は、今の自分なら上手い表現が出来るのではないかと考えた乙一により、「やり残した仕事に挑戦するぞ!」という意気込みで執筆された。
主役にイギーを据えた理由は、編集部から「子供たちに人気のキャラクターで書いてもらいたい」と意見があったことと、プライベートでボストン・テリア（イギーと同犬種）を飼い始めたことによる。
執筆するにあたり、乙一は原作・アニメで一瞬だけ登場した台詞や絵をどこまで忠実に取り入れるべきか悩んだという。例えば、本作の登場人物の一人であるモハメド・アヴドゥルは原作で『ミッドナイト・ラン』（1988年）が好きな映画であるという設定があり、時系列的に本作内で見ていなければ辻褄が合わなくなるため、意図的に映画を見るシーンが描かれている。またジョセフ・ジョースターとアブドゥルが出会った場所についても、原作の流れを踏まえてアメリカで出会ったという設定で書かれる。
乙一は荒木と対面した際、科学的な知識を小説に入れて欲しいという要望を受け取っている。執筆にあたっては「砂」について性質や定義などをひたすら調べ、科学的根拠に基づくトリックを導入した。『ジョジョ』の世界を表現する上では、「キャラクターが勝利を貪欲に欲するさま」を意識的に書いており、「みっともないぐらいまであがかせる」よう心掛けたという。

## あらすじ
舞台はアメリカ。ある男がジョン・F・ケネディ国際空港へ到着する。男はアメリカの友人の依頼で、一匹の野良犬を捕獲するためにアメリカを訪れ、マンハッタン島にあるスピードワゴン財団所有のビルへと足を運ぶ。ボストン・テリアとみられるその犬は、マンハッタンで多くの問題行動を起こしており、害獣駆除の業者も動き出す事態に発展していたが、「砂」による不可解な現象により捕らえることができずにいた。調査をもとに財団は、その犬・イギーがスタンド能力を持っていると結論付け、財団を訪れた男ことモハメド・アヴドゥルと協力し、DIOよりも先に確保すべく動き出す。

## 登場人物
イギー
原作Part3に登場した犬のスタンド使い。30㎝程度の小型犬で、犬種はボストン・テリア、群れは作らず単独行動を好む。コーヒー味のチューインガムが大好物で、マンハッタン島の至る所でガムを狙った騒ぎを起こしていた。苦情を受け付けたニューヨーク市が動き、害獣駆除の業者に狙われることになるが、謎の「砂」によって逃げ果せてきた。数々の調査結果から、「砂」を操作する何らかのスタンド能力を持っていると推測した財団は、DIOより先に捕獲することを試みる。「野良犬狩り」のメンバーと遭遇した際はそれまでと同じく余裕を見せた態度を取っていたが、アヴドゥルのマジシャンズレッドと対峙して以降は注意深くなり、足取りを残さなくなる。その後マンハッタンにある廃墟に潜伏していたが、居場所を突き止めたアヴドゥルと激しい戦闘を繰り広げ、最後は相打ちのような形となり捕獲される。捕獲後は財団に保護され、治療を受けた。
なお本作では、イギーの過去が独自設定として掘り下げられる。マンハッタン島に来る前はブルックリンの豪邸で富豪に飼われていた。ある日、庭で飼い主と散歩をしていた時に粗相をしたが、その際の出来事がきっかけで互いに無関心となる。その頃から「砂」を操る能力を覚え、家の中で様々な嫌がらせをし始める。富豪からも嫌がらせを受けていたが、あの手この手で切り抜けていき、次第に人間を見下すようになっていく。当時、イギーは富豪の使用人の一人であるアジア人女性に世話をされていたが、彼女との散歩中に通行人が吐き出したコーヒー味のチューインガムが忘れられず、執着するようになる。そして、近所にあった菓子店に押し入りチューインガムの棚を荒らした後、そのまま豪邸を去りマンハッタン島に行き着いた。
モハメド・アヴドゥル
原作Part3に登場したジョセフ・ジョースターの友人で、エジプト人のスタンド使い。ジョセフの依頼でイギーを捕獲するためにアメリカを訪れ、財団の調査報告を受ける。その後「野良犬狩り」に参加してイギーとの接触を図るが、そこではイギーに後れを取り確保し損ねる。イギーのスタンドを「ザ・フール（愚者）」と命名したのち、ジョセフの協力もあって再びイギーの居場所を特定、激しい戦闘を経て重傷を負いながらも捕獲に成功した。イギーを財団に引き渡した後は飛行機でニューヨークを離れるが、機中でジョセフと合流し、そこで日本にいる孫に会いに行ってほしいと頼まれ、その依頼を受け日本へと向かう。
なお本作では、アヴドゥルの過去が独自設定として掘り下げられる。エジプトのカイロにて、由緒ある家系の次男で軍人の父親と、街で占星術を営む女性との間に生まれる。父親は戦争で自らを盾にして仲間を守り命を落とし、母親もまた街中で起きた銃乱射事件で幼い子供を庇って死亡している。孤児となったアヴドゥルは、母親から占いの才能を受け継いでおり、それで生計を立てるようになる。スラム街を生活拠点としたが、自身を犠牲にして他人の命を救った両親を誇りに思っていた為、悪の道に進むことは無かった。1985年、ある女性富豪の専属占い師となっていたアヴドゥルは、富豪に同行して行ったイギリスのパーティー会場でジョセフと出会う。その際、暖炉の火をマジシャンズレッドで点火したことで、その姿が見えたジョセフとの交友関係が始まった。
ジョセフ・ジョースター
原作Part3に登場したスタンド使いで、アヴドゥルの友人。作中では夫婦でのオーストラリア旅行の最中であり、財団から情報を受け取った後ハーミットパープルの念写でイギーの居場所の絞り込みを行い、捕獲に協力する。その後、飛行機でニューヨークを旅立つアヴドゥルと機中で合流し、日本にいる孫に会ってほしいと頼みごとをする。
本作では、アヴドゥルとの出会いが独自設定で描かれる。1985年、イギリスで開かれた富豪たちのパーティーに参加した際にアヴドゥルと知り合う。その際、アヴドゥルが行使したマジシャンズレッドの姿を視認したことがきっかけとなり、交流が始まった。
スパニッシュ
本作オリジナルの登場人物。害獣の駆除などを引き受ける業者「Reliable Pest Control Service（以下RPCS）」の社員で、アヴドゥルも参加する「野良犬狩り」のメンバーの1人。名前は不明だが、スパニッシュ系の大柄な中年男性であるためこう呼ばれている。以前にもイギーの捕獲を試みており、その際に引っかかれてできた右目を通る3本の縦線の爪痕がある。
「野良犬狩り」ではイギーを捕獲できず、そのまま会社がイギー捕獲からの撤退を決めたため憤りを見せた。その際、アヴドゥルとはイギーの捕獲に成功したら酒を奢ると約束を交わしており、イギー捕獲後にはアヴドゥルとRPCSのメンバーとで酒を飲みに行っている。
ラガーマン
本作オリジナルの登場人物。RPCSの社員で、「野良犬狩り」メンバーの1人。名前は不明だが、ラガーマンを思わせる大柄の白人男性のためこう呼ばれる。「野良犬狩り」では発見したイギーの捕獲を試みるが、歯が立たず軽くあしらわれる。
大富豪
本作オリジナルの登場人物。ブルックリンに住む大富豪でイギーの元々の飼い主である男性。年齢は30代。祖父の代に貿易業で財を成した家系の生まれであり、営む会社のロゴマークから「ミスターエレクトラ」「E氏」などと呼ばれていた。イギーと庭を散歩していた時のある出来事がきっかけで関係を悪化させ、野良犬になる原因となった。イギーを含めて5匹程度の犬を飼っていたが、愛犬家ではなく景観の一部としてのペットであり、イギーがいなくなった後にはすぐに別の犬を購入している。

## 書誌情報
- 乙一（著）・荒木飛呂彦（original concept）、『野良犬イギー』集英社（ジャンプ・ジェイ・ブックス）、2022年5月19日発売、ISBN 978-4-08-790073-6